# Katherine Sarafian

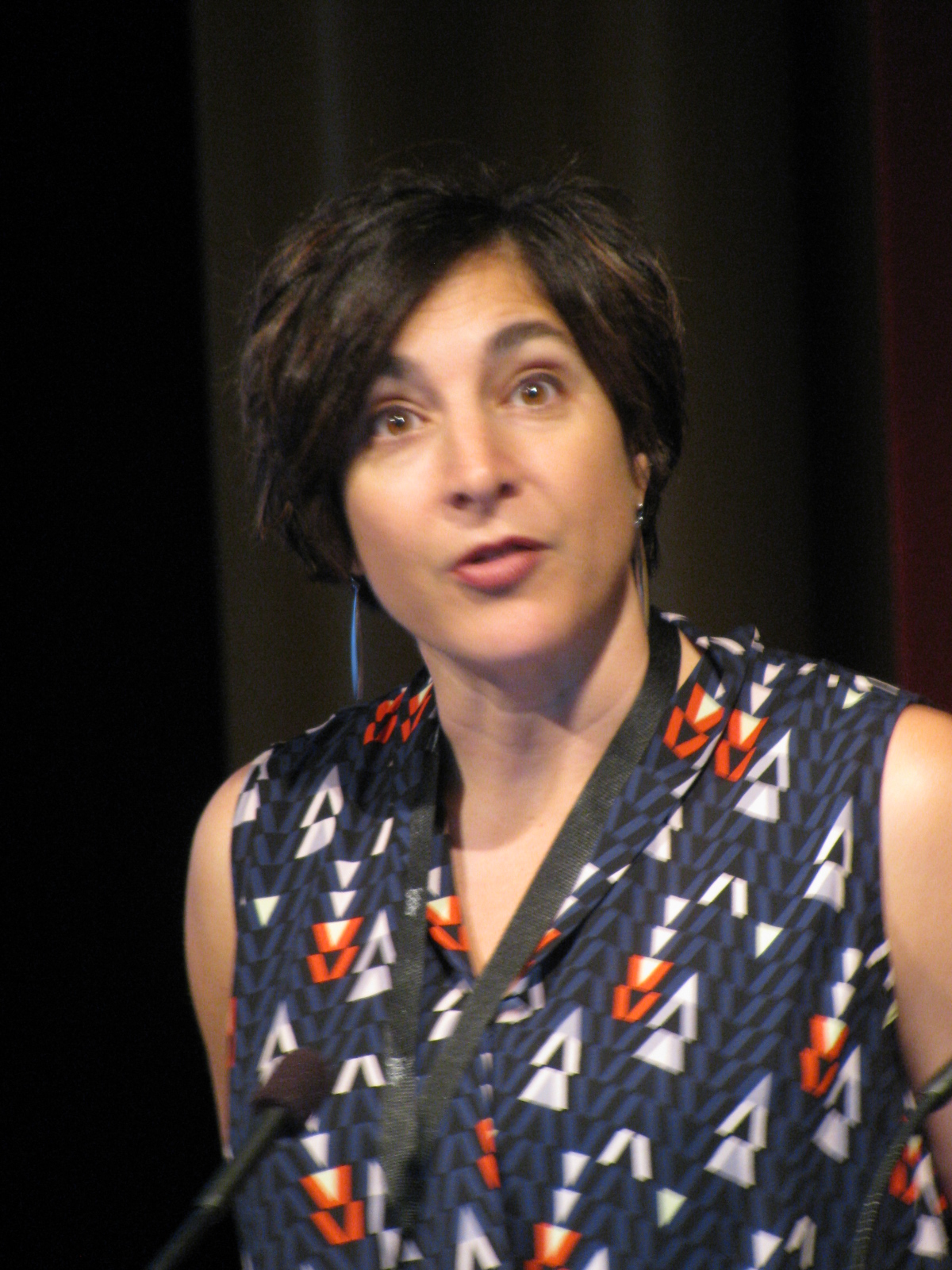
Katherine Sarafian

Katherine Marianne Sarafian (* 27. Januar 1969 in San Leandro, Kalifornien) ist eine US-amerikanische Filmproduzentin.

## Leben
Katherine Sarafian lebt mit ihrem Mann Meher Gourjian in der Nähe von Oakland. Da ihr Vater Pastor in der St. Vartan Armenian Church war, wurde sie dementsprechend religiös erzogen. Angefangen als Produktionsassistentin arbeitet sie seit 1994 bei Pixar Animation Studios.

## Filmografie (Auswahl)
- 1995: Toy Story
- 1998: Das große Krabbeln
- 1999: Toy Story 2
- 2001: Die Monster AG
- 2004: Die Unglaublichen
- 2005: The Incredible Socks
- 2006: Lifted
- 2009: Oben
- 2012: Janela Indiscreta (Fernsehserie, Folge 1x129)
- 2012: Made in Hollywood (Fernsehserie, 2 Episoden)
- 2012: Made in Hollywood: Teen Edition (Fernsehserie, Folge 7x06 The Creative Team Behind "Brave" )
- 2012: Die Legende von Mor'du
- 2012: Merida – Legende der Highlands
- 2015: Borrowed Time
- 2015: Alles steht Kopf

## Videospiele
- 1998: A Bug’s Life

## Auszeichnungen
Golden Globe Awards
- 2013: Bester Animationsfilm

Oscar
- 2013: Bester animierter Spielfilm